# Juan León Solas
Juan León Solas o Juan León Solá (Don Cristóbal, cerca de Nogoyá, 1787 - Paysandú, 1841) fue un militar argentino, gobernador de la provincia de Entre Ríos. 
Es posible que su apellido real fuera Solá, pero en su provincia siempre fue citado como Solas o Sola. En el censo eclesiástico de 1803 figuraba como Sola.
Era un propietario rural que en 1811 se unió como oficial a la expedición al Paraguay de Manuel Belgrano. Se unió a las fuerzas del caudillo federal José Artigas, junto al cual participó en el sitio de Montevideo y en las guerras civiles argentinas.
Fue el segundo del caudillo de Paraná, Eusebio Hereñú, y a sus órdenes combatió en la batalla de Espinillo. También lo siguió en sus cambios de bando, de los federales a los unitarios, de regreso entre los federales y finalmente, en 1817, a las fuerzas del Directorio. Junto a su jefe se exilió en la provincia de Buenos Aires, regresando con la invasión del coronel Marcos Balcarce.
Tras el fracaso de esta invasión, en 1818 se pasó al nuevo caudillo de Entre Ríos, Francisco Ramírez. Lo acompañó en su campaña contra Buenos Aires y en la batalla de Cepeda, en la que fue ascendido a coronel. Acompañó también a Ramírez en la campaña contra Artigas y en la invasión a la provincia de Corrientes.
Acompañó a Lucio Norberto Mansilla en la traición a Ramírez. Después de la muerte de este, Mansilla le encargó perseguir a Ricardo López Jordán (padre), a quien derrotó en Gená, expulsándolo de la provincia. Al llegar al gobierno, Mansilla lo nombró Comandante del Departamento Paraná, esto es, de la mitad de la provincia. Enfrentó varias insurrecciones de sus opositores, entre ellos, del mismo Hereñú, a quien derrotó sin combatir. Por dos veces fue gobernador delegado de Mansilla.
Al finalizar el mandato de Mansilla, la legislatura lo eligió gobernador, cargo que asumió el 12 de febrero de 1824. Fue firmemente partidario del gobierno porteño de Bernardino Rivadavia, pero también del santafesino Estanislao López, duro rival de aquel. Su ministro era el unitario Domingo de Oro.
Su gobierno fue un raro período de paz, en que apoyó las medidas anticlericales de Rivadavia y gestionó un préstamo en Buenos Aires por medio de Mansilla. Reglamentó medidas proteccionistas de la ganadería e intentó un plan de establecimientos de colonias. También hizo un primer censo de población de la provincia.
En esa época tuvo un hijo, también llamado León Solas, que fue un excelente pintor y escultor. Leon Solas (h) fue becado por Urquiza para estudiar en Italia.
Su sucesor fue López Jordán, pero Solas anuló la elección y se hizo reelegir por una fuerza armada. Delegó el mando en el coronel Barrenechea y salió a la campaña contra López Jordán. Pero el delegado porteño Escalada convenció a ambos de elegir un candidato independiente, el coronel Vicente Zapata, que asumiría en abril de 1826.
Solas quedaba como comandante del Departamento Paraná y López Jordán del río Uruguay. En marzo de 1827 fue nombrado gobernador Mateo García de Zúñiga, que arrestó y expulsó a Solas, Barrenechea y López Jordán.
Solas se instaló en Santa Fe, donde recibió el apoyo de López; tras la caída de García de Zúñiga, el gobernador Zapata pidió ayuda al santafesino, que le mandó a los expulsados: Solas volvió a asumir el comando militar de la mitad oeste de la provincia.
En diciembre de 1827 fue nuevamente electo gobernador, pero esta vez se mostró sumiso al mando general de Estanislao López. Durante una revolución que duró un mes fue reemplazado por Zapata, pero regresó nuevamente con apoyo de López.
Luego de la revolución unitaria de Juan Lavalle se hizo fanáticamente federal, y apoyó las campañas de López y Juan Manuel de Rosas contra sus enemigos unitarios. En noviembre de 1830 fue derrocado por López Jordán, pero el gobierno de este no duró mucho.
Pasó a Santa Fe, donde ayudó a López a adiestrar tropas para luchar contra el gobernador unitario de Córdoba, José María Paz. Regresó a su provincia a principios del gobierno de Pascual Echagüe, pero este lo mantuvo lejos del ejército y de la política. Se dedicó a la ganadería en una estancia en Punta Gorda.
En 1839 se unió a la invasión a su provincia dirigida por Lavalle. Pero tras la victoria unitaria en la batalla de Yeruá, este se retiró a Corrientes. Solas, despojado de todos sus bienes, se exilió en el Uruguay, radicándose en Paysandú, donde murió dos años más tarde.
En el Departamento Tala de la Provincia de Entre Ríos, un pequeño pueblo lleva en su honor el nombre de Estación Gobernador Sola.